# 格孟乡
格孟乡，是中华人民共和国四川省甘孜藏族自治州石渠县下辖的一个乡镇级行政单位。

## 行政区划
格孟乡下辖以下地区：
格孟村、扎母村、港穷村、格贡村和呷日村。